# 山本精一
山本 精一（やまもと せいいち 、本名：山本篤宣、1958年7月16日 - ）は、日本のミュージシャン、文筆家、画家。兵庫県尼崎市出身。関西大学社会学部卒業。

## 概要
世界的な評価を得ている大阪のオルタナティヴ・ロック・バンドボアダムスに中心メンバーとして1986年 - 2002年まで在籍。現在は、日本の人力トランスバンドのパイオニアROVO、Phewとのミニマル・パンクバンドMOST、ムーンライダースの岡田徹とのポップユニットya-to-iなど、多くのユニットで主に作曲、編曲を担当。
文筆家としても活動しており、様々なメディアへの評論、文芸雑誌等へのエッセイや小説の寄稿も行なっている。雑誌ギターマガジンに連載していたコラムをまとめた書籍がこれまでに3冊発行されている。また、大阪市浪速区のライブハウス「難波ベアーズ」の店長を1987年から現在まで務めており、関西インディーズシーンの重要人物である。アルケミーレコードや非常階段のリーダーとして知られるJOJO広重には、「極めつけな変人」と称される。高校野球観戦、漫画、写真、絵画、骨董収集など多彩な趣味を持つ。近年では、ほぼすべてのアルバムのジャケット写真を自ら撮影している。また、定期的にアートギャラリーで画展を開催している。

## 音楽性
現在に至るまでアヴァン・ポップの最前衛の一人であるが、いわゆる「アバンギャルド」の範疇にいる音楽家ではない。フォーク、ノイズ、音響、パンク、トランス、実験音楽、即興といった様々なジャンルを横断したスタイルで音楽活動を行なうため、参加ユニットによりその音楽性もまったく異なる。楽器は主にギターパートを務め、想い出波止場、PARA、PSYCHEDELIC JET SETSなど自身がリーダーをつとめるユニットも多数存在する。また、羅針盤および山本精一&THE PLAYGROUNDではボーカルも兼任する。映画音楽を担当することもあり、『アドレナリンドライブ』、『殺し屋1』、『マインド・ゲーム』、『TOKYO LOOP』（オムニバス/2006年）などで知られる 。

## 経歴
- 1986年 田畑満の後任として、山塚アイ（ハナタラシ）率いるボアダムスに参加。
- 1987年 難波ベアーズ店長就任。ボアダムス主催のライブイベントで想い出波止場結成。当初はフォーク・ロックを基調とした歌モノバンドであった。
- 1988年 羅針盤結成。
- 1993年 大友良英、PhewらとNOVO TONO結成。
- 1994年 山本プロデュースのスカムショー、「水道メガネ殺人事件」公演。松本亀吉や豊田道倫などが出演。
- 1995年 勝井祐二とともにROVOの原型となる太陽の塔を結成。
- 1996年 ムーンライダーズの岡田徹、サロン・キティの伊藤俊二とya-to-iを結成。
- 1997年 ラブクライの三沢洋紀とともにUmmo Recordsを設立。多数のインディーズ・ミュージシャンのCDをリリースする。
- 1999年 リットーミュージックより初のエッセイ集「ギンガ」を出版。
- 2000年 PhewとともにパンクバンドMOSTを結成。
- 2001年 PARA結成。フジロックフェスティバルでボアダムスのライブに出演以降、山本はボアダムスのライブに出演していない。本人曰く「やめると言ったこともないし、やめたという気もない。EYEから電話がかかってこない」とのこと。
- 2005年 チャイナ逝去により羅針盤解散。
- 2009年 想い出波止場の全アルバム、羅針盤の初期アルバムがリイシュー。
- 2010年 羅針盤解散以降初となる「うたもの」アルバム『PLAYGROUND』をリリース。

## ソロ・ディスコグラフィー
- NOA（1998）
- NOA2（2001）
- Crown of Fuzzy Groove（2002）
- Nu Frequency（2003）
- なぞなぞ（2003）
- Baptism（2004）
- EVE（2005）
- TOKYO LOOP オリジナル・サウンドトラック（2006）
- PLAYGROUND（2010）
- PLAYGROUND Acoustic+（2011）
- ラプソディア（2011）
- カバー・アルバム第一集（2013）
- LIGHTS（2013）
- ファルセット（2014）
- 童謡（わざうた）（2015）
- cafe brain（2020）
- selfy（2020）

### 参加作品
- でもしあわせなんて何を持ってるかじゃない何を欲しがるかだぜ 〜松本隆を唄う〜（2025年5月、ホホホ座） - 作詞家・松本隆作詞活動55周年記念トリビュートカバーアルバム。大瀧詠一の楽曲『乱れ髪』（1972年、アルバム「大瀧詠一」収録）をカバー

## 書籍
- ギンガ（1999）
- ゆん（2008）
- イマユラ（2014）

## 参加ユニット

### ボアダムス
1986年 - 2001年まで参加。

### 赤武士
1993年に結成されたハードコア・パンク・バンド。「武士パンク」をコンセプトにしたアルバムを殺害塩化ビニールよりリリースしている。

### LIVE UNDER THE SKY
1993年に結成されたインストゥルメンタル・フュージョン・バンド。メンバーは山本精一、藤原弘明（Subvert Blaze）、岡野太。

### NOVO TONO
1994年に結成されたオルタナティブ・ポップスバンド。一枚のアルバムを残し現在は実質的に活動休止中。メンバーはPhew、山本精一、大友良英、江藤直子、西村雄介、植村昌弘。

### ya-to-i
1996年に結成されたポップスユニット。女性ボーカルをフィーチャリングしたエレクトロポップ・アルバムをリリース。メンバーは山本精一、岡田徹（ムーンライダーズ）、伊藤俊二（サロン・キティ）。2013年、じゅんじゅん（MAHOΩ）、柴田聡子をゲストボーカルに迎え新作を発表した。

### Guitoo
1997年に結成されたギター・デュオ。エフェクトをかけたツインギターによる掛け合いを披露する。メンバーは山本精一、ブラボー小松。

### SUN KICH
山本精一と吉田達也によるノイズ・ユニット。山本の「山」と吉田の「吉」から名付けられた。

### CHAOS JOCKEY
2000年に結成されたノイズ・バンド。強烈なノイズ・ギターとドラムによるセッションを展開する。メンバーは山本精一、茶谷雅之（MOST）。

### MOST
2000年に結成されたパンクバンド。スラップ・ハッピー来日公演の前座として山本とPhewが出演した際にパンクナンバー「ひとのにせもの」を演奏したことから結成。数枚のアルバムをリリース。メンバーはPhew、山本精一、山本久土、西村雄介、茶谷雅之。

### PARA
2001年に結成されたインストゥルメンタル・バンド。山本と羅針盤のチャイナにより活動開始。「数学的構築性に基づく室内楽的グルーブの追求」をコンセプトとしている。メンバーは山本精一、家口成樹（花電車）、YOSHITAKE EXPE（nutron）、西滝太（SUSOERIA）、千住宗臣（ウリチパン郡、DCPRG）。チャイナは急逝後も「Soul」としてクレジットされている。

### 山本精一と不思議ロボット
メンバーは山本精一、チャイナ、吉田正幸。STUDIO4℃による映画マインド・ゲームやアニメきまぐれロボットのサウンドトラックを担当。

### THE WORLD HERITAGE
2005年頃に結成されたインストゥルメンタル・バンド。即興演奏を主体としたセッションを展開する。メンバーは吉田達也（RUINS、高円寺百景）、ナスノミツル、勝井祐二（ROVO）、鬼怒無月、山本精一。

### ナンバジャズ
芳垣安洋（ROVO）と山本精一の即興デュオ。「ナンバ歩き」が名前の由来。

### 山本精一&アシッド・マザーズ・テンプル
想い出波止場の津山篤が在籍するAcid Mothers Templeとの合体ユニット。サイケデリックをテーマとした即興演奏を披露し、『メガサイケ』『ギガサイケ』などのライブ盤をリリースしている。

### 山本精一 & THE PLAYGROUND
メンバーは山本精一（Vo,G）、千住宗臣（Dr）、須原敬三（B）。『PLAYGROUND』のレコ発ライブに伴い結成。以降、『ラプソディア』『ファルセット』など山本の「うたもの」レパートリーを演奏する際のバックバンドとして活動。

### TRANSPARENTZ
山本精一、日野繭子（C.C.C.C、DFH-M3）、HIKO（GAUZE）、isshee（共犯者、阿部怪異、Filth）によるノイズバンド。2013年より始動。
この他にもオムニバスアルバムの参加やライブイベントのために突発的に結成されたユニットが多数存在する。